# Феофан (Коя)
Епи́скоп Феофа́н (греч. Επίσκοπος  Θεοφάνης, англ. bishop Theophan, в миру Ариан Коя, алб. Arian Koja, греч. Αριάν Κόγιας; род. 1 ноября 1966, Тирана) — архиерей Американской архиепископии Константинопольской православной церкви, епископ Филомилийский (с 2023), управляющий Албанской епархией.

## Биография
Родился в ноябре 1966 года в столице Албании городе Тирана. Окончил экономический колледж в 1985 году и отслужил два года в албанской армии. В 1991 году он окончил Академию экономических наук в Тиране и в 1991—1992 годах перешёл на службу в правительство Албании в качестве инспектора по экономике в Департаменте государственного контроля.
С февраля по июль 1992 года он изучал православное богословие в Дурресе в составе группы студентов под руководством священника Ильи Катре. В сентябре 1993 года по приглашению патриарха Румынского Феоктиста он отправился учиться в Православный богословский институт в Бухаресте под руководством архиепископа Арджешского Калинника (Аргату). 1 января 1995 года рукоположен в сан диакона. Через пять дней пострижен в монашество с наречением имени Феофан. В мае 1995 года он был рукоположен в сан священника и возведён в сан архимандрита. В сентябре того же года он окончил обучение в Бухаресте и начал двухлетнее служение в качестве священника-миссионера в Бухаресте. В 1995—1999 годах он получил докторскую степень по теологии в Бухарестском университете. В начале 1995 года он также был назначен настоятелем Монастыря Аниноаса в Куртя-де-Арджеш.
Вернувшись в страну во главе группы «ультранационалистов», 8 октября 1995 года он изгнал служителей Албанской православной церкви во время совершения Божественной литургии из Святой церкви Панагии в замке, в старом городе Эльбасана. Там он поставил священника Николу Марку, рукоположенного епископом непризнанной в то время Македонской православной церкви, образовав «Независимую национальную албанскую православную церковь Святой Марии Эльбасан» (Kisha Ortodokse e pavarur Kombetare shqiptare Shen Maria Elbasan).
В том же году перешёл в клир Православной церкви в Америке и до августа 2021 года служил настоятелем прихода святого апостола Фомы в Сент-Луисе в юрисдикции Румынской епископии Православной церкви в Америке. По данным Албанской православной церкви, архимандрит Феофан «стремился стать епископом в преемство митрополиту Никону (Лайолину). Однако руководство ПЦА избежало его избрания, когда получило достоверную информацию о его подрывных действиях».
10 августа 2021 года был освобожден от своих обязанностей в церкви Святого Апостола Фомы в Сент-Луисе, Миссури, и переведён на время под омофор митрополита Тихона и Албанской архиепархии и назначен временным настоятелем собора Святого Георгия, Бостон, Массачусетс. 17 августа 2022 года перешёл из Румынской епископии в Албанскую архиепископию ПЦА.
6 июня 2023 года получил канонический отпуск из Православной церкви в Америки для перехода в Албанскую епархию в Америке Константинопольского патриархата.
16 июня 2023 года назначен настоятелем в собор Святой Троицы в Саут-Бостоне в юрисдикции Американской архиепископии Константинопольской православной церкви.
28 июня 2023 года Священным синодом Константинопольского патриархата был избран для рукоположения в сан епископа Филомилийского, управляющего Албанской епархией.
5 июля 2023 года Священный синод Албанской православной церкви выступил с протестом против хиротонии архимандрита Феофана, который был назван «лидером раскольнических действий». Также было отмечено, что «он никогда не просил прощения за свои подрывные действия в первые годы восстановления Православной Автокефальной Церкви Албании».
25 июля 2023 года, в патриаршем храме Святого Георгия на Фанаре была совершена его хиротония, которую возглавил архиепископ Американский Елпидифор (Ламбриниадис) в сослужении митрополита Писидийского Иова (Гечи) и митрополита Нью-Джерсийского Апостола (Куфаллакиса). Патриарх Константинопольский Варфоломей присутствовал во святилище. Также присутствовала делегация Румынского патриархата и иерарх Православной церкви в Америке епископ Андрей (Хоарште). Во время хиротонии прочитал символ веры с добавлением филиокве, что вызвало скандал.